# Кривые Бертрана
Кривые Бертрана — две пространственные кривые, имеющие во всех своих точках общие главные нормали. Были исследованы Ж.Л.Ф.Бертраном в 1850 г.
Для пары кривых Бертрана:
- расстояние {\displaystyle b} между точками этих кривых, соединенных общей главной нормалью, постоянно;
- угол {\displaystyle \omega } между касательными в этих точках (и, как следствие, между соприкасающимися плоскостями) постоянен;

Можно показать, что кривизна {\displaystyle k_{1}} каждой из кривых Бертрана связана с её кручением {\displaystyle k_{2}} соотношением:
{\displaystyle k_{1}\sin \omega +k_{2}\cos \omega ={\frac {\sin \omega }{b}}}
Отдельную кривую также называют кривой Бертрана, если для неё существует парная ей кривая Бертрана.